# オタワ (カンザス州)
オタワ（Ottawa）は、アメリカ合衆国カンザス州の都市。フランクリン郡の郡庁所在地である。人口は1万2625人（2020年）。州都トピカから車で約一時間の小都市。私立のオタワ大学が立地している。

## 交通
- 州間高速道路35号線が通る。

## 関係者
- ジョン・G・トンプソン：数学者